# 免責特権
免責特権（めんせきとっけん）とは、憲法上、国会議員は、議院で行った演説・討論・表決について、院外で責任を問われないという特権（日本国憲法第51条）。院外免責特権ともいう。

## 概説
免責特権の趣旨は国会議員が議院において自由に発言を行うことができなければ、その本来的な使命を果たすことが困難になることから、院内における言論の自由を特に保障することによって議員の自由な活動を確保するとともに議会制度の適正を確保しようとする点にある。各国の憲法においてもほぼ等しく認められるとされる。

## 内容

### 主体
免責特権の主体は「両議院の議員」である（日本国憲法第51条）。証人、参考人、公述人は含まれていない。国会議員から任命されている国務大臣については、国務大臣の立場でなされた発言についても免責対象となるとする学説(国務大臣包含説)もあるが、多くの学説は国務大臣の立場でなされた発言は免責対象とならないと解している(議員限定説)。その理由は国務大臣としての地位や責任は国会議員とは性格が異なるものであり、また、これを認めると国会議員でない国務大臣との間に不均衡を生じることになるためとされる。下級審の判例も同旨である（東京高判昭和34年12月26日判時213号46頁）。この点については国務大臣包含説（国会議員でない国務大臣との間に不均衡を生じることを避けるため国務大臣をすべて免責特権の主体に含める）もあるが、この見解に対しては日本国憲法第51条の文言から離れすぎるとの批判がある。国会議員である国務大臣が国会議員の立場で行った演説・討論・表決については当然に免責される。
なお、佐賀県議会事件の最高裁判決では「憲法五一条に、いわゆる免責特権を与えているからといつて、その理をそのまま直ちに地方議会にあてはめ、地方議会についても、国会と同様の議会自治・議会自律の原則を認め、さらに、地方議会議員の発言についても、いわゆる免責特権を憲法上保障しているものと解すべき根拠はない」として本条を根拠に地方議会の議員の免責特権を認めることはできないとしている（最大判昭和42年5月24日刑集21巻4号505頁）。

### 対象
免責特権の対象は「議院で行った演説、討論又は表決」である（日本国憲法第51条）。口頭によるものであると文書によるものであるとを問わない。
憲法51条にいう「議院」は場所的概念ではなく機能的概念とされる。したがって、国会議事堂内で開かれたとしても政党の集会、議員連盟等の会合は本条の「議院」ではない。他方、議事堂外であっても議会活動の一環として成規の手続によって行われる地方公聴会等は本条の「議院」に含まれる。なお、憲法51条の「議院」には本会議のほか委員会や協議会等も含まれ、会期中か会期外（継続審査等の会議）を問わず、また、参議院の緊急集会もこれに含まれる。
憲法51条の「演説、討論又は表決」については限定列挙であるとする学説（限定説）と例示でありこれに付随する行為を含むとする学説（付随行為包含説）がある。多数説はこれを例示と解し、広く議員の意思表明と解される行為（国会議員の言論活動に付随する一体不可分な行為）については免責されると解する。下級審の判例には職務関連行為については対象とならないとしたものもあるが（福岡高判昭和38年3月23日判時349号72頁）、多くは職務関連行為を含むとする（東京地判昭和37年1月22日判時297号7頁、東京地判昭和41年1月21日判時297号7頁、東京高判昭和44年12月17日高刑集22巻6号924頁）。
暴行・傷害・公務執行妨害等の犯罪行為は一般的には対象から除外されるものと解されている。また、国会議員が議院証言法において証人喚問されて行った証言は免責は働かないと解されている（1976年9月8日衆議院ロッキード問題に関する調査特別委員会における衆議院法制局長答弁）。
発言は正規な手続を経てなされるものでなければならず、通説によれば会議中の単なる私語や野次など不規則発言は免責の対象とはならない。

### 効果
免責特権の効果は院外で責任を問われないことである（日本国憲法第51条）。通常であれば負うべきとされる法的責任（民事上の不法行為責任や刑事上の訴追、その他法律上の責任）が免責される。刑事訴追された場合において裁判所は免責特権の対象となる発言であると認めるときは公訴を棄却する（刑事訴訟法第339条1項2号）。
院外において政治上・道義上の責任について追及されるのは本条とは別の問題であり免れるものではない。国会議員が所属する政党等の内部規律に従って政治責任が追及され処分が行われることは本条とは関係がない。また、国会議員の演説・討論・表決について選挙民によって政治的責任が問われることは議会制民主主義をとる以上は当然とされる。
また、本条は「院外」での免責を認めるものであって、国会議員には規則・紀律に従う義務がある以上、院内においては本条と無関係に懲罰事犯の対象となりうる（日本国憲法第58条第2項）。
なお、国会議員個人については絶対的に免責されるとするのが通説であるが、その場合にも国家賠償法に基づく国の代位責任が認められるかという点については議論がある。札幌病院長自殺事件では最高裁は「国が賠償責任を負うことがあるのは格別、公務員である被上告人個人は、上告人に対してその責任を負わないと解すべきである」（最判平成9年9月9日民集51巻8号3850頁）としており、この判例は国会議員個人について免責される場合にも国が代位責任を負うべき可能性のあることを示唆するものと考えられている。